# 157271 Gurtovenko
157271 Gurtovenko este o planetă minoră (asteroid) din centura de asteroizi. A fost descoperită pe 13 septembrie 2004 la Andrușivka de Georgyj U. Koval'čuk⁠(d). 
Obiectul prezintă o orbită caracterizată de o semiaxă mare de 2,3456259870412 UAi, o excentricitate de 0,27, o înclinație de 9,4 ° în raport cu ecliptica.